# The Century Magazine

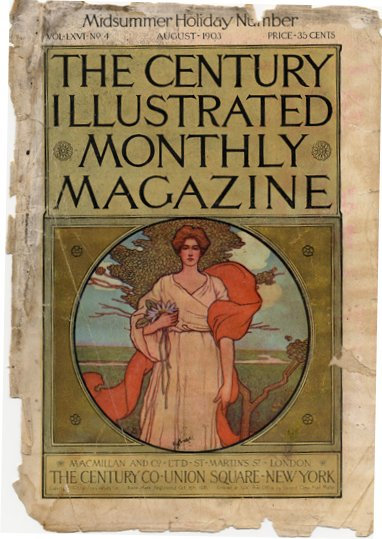
Voorpagina van een nummer uit 1903.

The Century Magazine, kortweg The Century, was een Amerikaans Engelstalig cultureel en literair tijdschrift dat van 1881 tot 1930 door The Century Company uit New York werd uitgegeven. Het was de opvolger van Scribner's Monthly en bereikte het toppunt van haar populariteit in de late 19e eeuw. Vooral een reeks artikelen over de generaals uit de Amerikaanse Burgeroorlog bleek een enorm succes. Het lezerspubliek nam daarna echter gestaag af en in 1930 ging The Century op in The Forum, dat in 1950 ophield te bestaan.